# Tournoi de tennis de Tallinn
Le tournoi de tennis de Tallinn est un tournoi de tennis féminin du circuit professionnel WTA qui se joue sur dur en intérieur.
Il est créé en 2022 pour rejoindre les tournois classés en WTA 250. L'épreuve est placée dans le calendrier féminin dans le dernier quart de la saison.

## Palmarès

### Simple
| No | Date       | Nom et lieu du tournoi | Catégorie | Dotation  | Surface    | Vainqueure         | Finaliste       | Score    |         |
| -- | ---------- | ---------------------- | --------- | --------- | ---------- | ------------------ | --------------- | -------- | ------- |
| 1  | 26-09-2022 | Tallinn Open, Tallinn  | WTA 250   | 251 750 $ | Dur (int.) | Barbora Krejčíková | Anett Kontaveit | 6-2, 6-3 | Tableau |

### Double
| No | Date       | Nom et lieu du tournoi | Catégorie | Dotation  | Surface    | Vainqueures                       | Finalistes                               | Score            |         |
| -- | ---------- | ---------------------- | --------- | --------- | ---------- | --------------------------------- | ---------------------------------------- | ---------------- | ------- |
| 1  | 26-09-2022 | Tallinn Open Tallinn   | WTA 250   | 251 750 $ | Dur (int.) | Lyudmyla Kichenok Nadiia Kichenok | Nicole Melichar-Martinez Laura Siegemund | 7-5, 4-6, [10-7] | Tableau |